# Нефрон Сикионски
Неофрон Сикионски (Νεοφρων, -ονος) био је један од најпродуктивнијих старогрчких драматичара, коме је приписано сто двадесет комада, од чега је сачувано свега неколико фрагмената његове Медеје. Ово дело је, како се каже, Еурипид користио у својој трагедији која носи исти наслов, иако су модерне науке подељене о томе које је дело настало прво. Неофрон је вероватно живео у другој половини петог века пре нове ере и био је вероватно Еурипидов савременик.
Како преноси енциклопедија Суда, он је први у своје драме увео мучење робова, при чему се такве сцене, по канонима драмске уметности, не изводе на сцени, већ се на њих само позивају гласници.
За дискусију о сачуваним фрагментима Неофронових дела и о његовом односу према Еурипидовој Медеји, погледајте увод у коментар Д. Пејџа на ту драму из 1938. године.